# Barunga West
Barunga West är en region i Australien. Den ligger i delstaten South Australia, omkring 140 kilometer nordväst om delstatshuvudstaden Adelaide. Antalet invånare är 2 452.
Följande samhällen finns i Barunga West:
- Port Broughton
- Bute
- Mundoora
- Kulpara

Trakten runt Barunga West består till största delen av jordbruksmark. Trakten runt Barunga West är nära nog obefolkad, med mindre än två invånare per kvadratkilometer. Genomsnittlig årsnederbörd är 447 millimeter. Den regnigaste månaden är juni, med i genomsnitt 77 mm nederbörd, och den torraste är december, med 11 mm nederbörd.